# 19993 Gunterseeber
19993 Gunterseeber là một tiểu hành tinh vành đai chính với chu kỳ quỹ đạo là 1498.3824961 ngày (4.10 năm).
Nó được phát hiện ngày 10 tháng 10 năm 1990.